# Trichomyia paranoctivolata
Trichomyia paranoctivolata är en tvåvingeart som beskrevs av Duckhouse 1978. Trichomyia paranoctivolata ingår i släktet Trichomyia och familjen fjärilsmyggor. Inga underarter finns listade i Catalogue of Life.